# 敬孝義皇后
敬孝義皇后（1620年代？—1650年1月），博尔济吉特氏，本名或是“巴特玛”，蒙古科爾沁部索诺木郡王之女，皇太极皇后哲哲的同母异父妹妹，是睿忠親王多爾袞嫡福晋，諡號敬孝忠恭正宮元妃 。

## 生平
当代研究者认为她的生母应是科尔沁大妃，即她曾祖父莽古思的遗孀。曾祖父莽古思在1623年至1626年间逝世。依蒙古习俗，父亲索纳穆收继其遗孀。父亲随皇太极出征，死于己巳之變。
天聪七年（1633年），多铎向皇太极求娶大妃之女，所娶之人即是她的姐妹达哲。次年，兄弟奇塔特与姐姐哲哲和皇太极所生第三女定婚。天聪九年（1635年），她嫁给了多爾袞。研究认为，清兵入关后，清朝官方受儒家伦理的影响，对科尔沁大妃被收继一事有所忌讳，故对资料进行删改，造成她的生父错乱。《满文老档》提及，崇德元年十一月（1636年），皇太极册封宗室妻子名号，多尔衮的妻子科尔沁部巴特玛受封为和硕嫡福晋。
她的一位胞妹是豪格福晋，在顺治五年（1648年）豪格逝世后，亦在顺治七年正月改嫁给多尔衮，是为多尔衮的五娶福晋。

## 逝世、追赠
顺治六年十二月（1650年1月），博尔济吉特氏去世，追封為敬孝忠恭正宮元妃。今有满文册文存世。
是日，敬孝忠恭正宫元妃册文曰

顺治七年庚寅，元月初一日乙卯，十三日丁卯，皇父摄政王谕曰：敬孝忠恭正宫元妃，尔乃予妹科尔沁蒙古索诺木郡王之女，太宗大圣文皇帝皇后胞妹。太宗文皇帝知尔贤贵，自幼将尔携来与予。尔自遇予，端庄、敬谨、聪恂、仁惠之行，与予正合。不意溘然薨逝，予心中哀伤无穷，万民亦同举哀。念生死乃人之常理，册封追谥是为大礼，故定合尔佳行谥号，特赐册宝，追谥曰敬孝忠恭正宫元妃。呜呼，追封易名，例缘古今；佳行裕后，作则九围。乞讷封谥，永世流芳。

順治七年十二月初九（1650年12月31日），多爾袞因墜馬受傷，竟不治薨於喀喇城。世祖章皇帝追尊多爾袞為成宗懋德修道廣業定功安民立政誠敬義皇帝，博尔济吉特氏同被追尊為敬孝忠恭靜簡慈惠助德佐道義皇后。十二月廿五（1651年1月16日）追尊皇父攝政王為成宗義皇帝祔享太廟恩詔：
奉天承運皇帝詔曰

有至德斯享鴻名，成大功宜膺昭報。皇父攝政王當朕躬嗣之始，謙讓彌光，迨王師滅賊之時，勳猷茂著；辟輿圖為一統，攝大政者七年。偉烈居以小心，厚澤流于奕世。未隆尊號，深歉朕懷。謹于順治七年十二月廿五日衹告天地、宗廟、社稷，追尊為懋德修道廣業定功安民立政誠敬義皇帝，廟號成宗；並追尊義皇帝元妃為敬孝忠恭靜簡慈惠助德佐道義皇后，同祔廟享。既舉盛儀，應覃恩赦，合行事宜，條列於後：（以下略）
順治八年二月（1651年2月），多爾袞被追奪封號，博尔济吉特氏也被廢為庶人。

## 艺术形象
- 民国以来，野史、小说、影视剧都把多爾袞這位正妻演為孝莊文皇后之妹[a]，异父同母的姐姐孝端文皇后则变为她的姑姑。但事實上，她与孝莊文皇后的關係是姑侄而非親姊妹才對。

- 孝莊文皇后蒙古语名布木布泰，却被称为大玉儿，称她为小玉儿。大玉儿、小玉儿的具体来源不详。2007年出版、阎崇年著《清宫疑案正解》称，来自于1948年成书、王浩沅《清宫十三朝》的杜撰[5]。2014年出版、纪连海著《多尔衮：一指通天》称，民国时期的历史演义《清史演义》、小说《清宫十三朝秘史》“都不约而同地说庄妃[孝莊文皇后]叫玉妃。她因为长得漂亮，说她的皮肤如玉一般，如脂玉一般，所以人称叫玉妃”，更称“电视剧的编导们，就从这个玉妃里面受到了启发，就给她捏造了一个名字叫大玉儿”[6]。实际上，在1926年成书，许啸天所著演义小说《清宫十三朝秘史》已有大玉儿、小玉儿这两个名字。许啸天写道“她姊妹两人的皮肤，都长得洁白无暇；因此，她父母便拿个『玉』字做她的名字。”许啸天又称小玉儿为小玉妃[a]。大玉妃、小玉妃可追溯到1917年出版、許指嚴的《十葉野聞》[b]。1919年成书、燕北老人《滿清十三朝宮闈秘史》沿用[c]。

### 影视形象
| 作品                          | 使用的名字、称谓 | 演員   |
| 《莊妃軼事》（1989年）        |                  | 彭丹   |
| 《一代皇后大玉兒》（1992年）  | 小玉儿           | 于芷蔚 |
| 《孝庄秘史》（2003年）        | 小玉儿           | 白庆琳 |
| 《山河戀·美人無淚》（2012年） | 小玉儿           | 邓莎   |
| 《大玉兒傳奇》（2015年）      | 小玉儿           | 吴恙   |

## 备注
1. 1 2  许啸天《清宫十三朝秘史》第十八回 逼宫廷纳喇氏殉节 立文后皇太极钟情 原来这满洲一带地方，人人知道塞桑贝勒的两位格格是两个尤物。因她们皮肤洁白如玉，那大格格便名大玉儿，二格格便名小玉儿[……]谁知旁边站着的侍女却接着答道：“俺格格名叫大玉儿[……]第十九回 朱唇接处嫂为叔媒　黄旗展来臣尊帝号[……]文皇后有一个妹妹，名叫小玉儿，这时也跟着她姊姊住在宫里，却和多尔衮同年伴月，他两人朝朝见面，自然容易亲热；再加那小玉儿的面貌，和她姊姊真是长得一模一样。她姊妹两人的皮肤，都长得洁白无暇；因此，她父母便拿个『玉』字做她的名字。[……]第二十二回 露奸情太宗暴姐　见美色豫王调情[……]这其间却有两个人恨得咬牙切骨。一个是太宗长子豪格；一个是多尔哀的妃子小玉儿。那豪格[……]这时，事有凑巧，那小玉妃正因多尔衮进宫去一连四天不回府，心中酸劲正无处发泄[……]那小玉妃正闷着一肚子怨气，也不及捡点[……]
2. ↑  参见：許指嚴《十葉野聞》第一章 九王軼事十則 清太宗后博爾濟氏有殊色，肌膚如玉，宮中私號之曰「玉妃」。初僅為才人[……]玉妃既得參與帷幄機謀，權力日進，又以生皇子福臨故，遂得正位為后。有妹嫁九王，即多爾袞福晉，貌亦殊麗，白皙光豔與姊等。人以別於后，故彼曰「大玉妃」，而此曰「小玉妃」。
3. ↑  燕北老人《滿清十三朝宮闈秘史》目录：崇德朝 美人计之劝降洪承畴 大玉妃与小玉妃之醋风波 御前仪仗之数目。参见上海春明书店在1941年出版的版本[7]。